# Marian Skubisz
Marian Skubisz (ur. 8 grudnia 1941 w Warze) – polski działacz partyjny i państwowy, w latach 1980–1981 wicewojewoda rzeszowski.

## Życiorys
Syn Wojciecha i Karoliny. W latach 1972–1975 był słuchaczem Wyższej Szkoły Partyjnej KPZR. W 1960 wstąpił do Polskiej Zjednoczonej Partii Robotniczej. Działał w Związku Młodzieży Wiejskiej, od 1964 do 1969 kierował zarządem powiatowym ZMW w Brzozowie. W 1971 został I sekretarzem Komitetu Powiatowego PZPR w Kolbuszowej. W latach 1975–1980 pozostawał kierownikiem Wydziału Organizacyjnego Komitetu Wojewódzkiego PZPR w Rzeszowie; od 1976 był członkiem sekretariatu, a od 1980 – egzekutywy w ramach KW. Od 7 lipca 1980 do 3 kwietnia 1981 pełnił funkcję wicewojewody rzeszowskiego. W 1981 został natomiast sekretarzem ds. organizacyjnych w Komitecie Wojewódzkim PZPR w Rzeszowie. Później został założycielem Stowarzyszenia na Rzecz Rozwoju Gminy Domaradz.